# Conophytum irmae
Conophytum irmae là một loài thực vật có hoa trong họ Phiên hạnh. Loài này được S.A.Hammer & Barnhill mô tả khoa học đầu tiên năm 1997.